# スリッピング・アウェー
スリッピング・アウェーは、ボクシングの防御技術の一種。
パンチが伸びる方向と同じ方向に顔を背けるようにして受け流し、パンチをかわしたり、衝撃を和らげる高等技術で、中南米のボクサーを中心に稀に見受けられる。日本では川島郭志が世界戦で多用してみせ"アンタッチャブル"の異名をとった。緊急回避的な防御技術であり、顔を背ける動作がパンチが当たった反動と見られジャッジの心証を悪くするリスクもあることから、ダッキングやブロッキングなどと同様の基本的防御技術とは見られていない。